# Dušan Savić
Dušan Savić (cyr.: Душaн Caвић, ur. 1 czerwca 1955 w Ubie) – serbski piłkarz występujący na pozycji napastnika. Reprezentant Jugosławii.

## Kariera klubowa
Savić karierę rozpoczynał w sezonie 1973/1974 w pierwszoligowej Crvenej zvezdzie. Trzy razy zdobył z nią mistrzostwo Jugosławii (1977, 1980, 1981), a także raz Puchar Jugosławii (1982). Ponadto w sezonach 1974/1975 oraz 1978/1979 został królem strzelców pierwszej ligi jugosłowiańskiej.
Pod koniec 1982 roku przeszedł do hiszpańskiego Sportingu Gijón. W Primera División zadebiutował 2 stycznia 1983 w wygranym 1:0 meczu z Espanyolem, w którym zdobył też bramkę. Graczem Sportingu był do końca sezonu 1982/1983.
W 1983 roku Savić odszedł do francuskiego Lille OSC. W Division 1 zadebiutował 20 lipca 1983 w wygranym 2:1 spotkaniu z AS Nancy, w którym strzelił także gola. W Lille występował przez dwa sezony. W 1985 roku został graczem zespołu AS Cannes z Division 2. W sezonie 1986/1987 awansował z nim do Division 1, a w 1989 roku zakończył karierę.

## Kariera reprezentacyjna
W reprezentacji Jugosławii Savić zadebiutował 31 maja 1975 w wygranym 3:0 towarzyskim meczu z Holandią, w którym strzelił gola. W latach 1975–1982 w drużynie narodowej rozegrał 12 spotkań i zdobył 4 bramki.